# 张焰
张焰（1963年11月18日—），四川内江人，中国油画艺术家、纪录片编导、概艺网创始人。
他的两幅油画作品《铁棒喇嘛》（1993年）和《臂弯》（2013年）被梵蒂冈博物馆永久珍藏，这是梵蒂冈博物馆永久收藏的第一位在世艺术家的作品。

## 生平
1963年出生于中国四川省内江市，自12岁起开始学习中国画，17岁时开始学习西方绘画。
在1992年至2002年的十年间，他主要从事纪录片编导工作。1992年，他在西藏电视台专题部工作，担任编导。在西藏期间，他致力于研究藏族文化和历史，并绘制出油画《铁棒喇嘛》（1993年）和《神舞》（1995年）。1997年回到北京，加入中央电视台新闻评论部，担任“东方时空，东方之子”栏目编导，并参加香港回归72小时节目制作；次年，他的两部纪录片参加匈牙利国际电视节。
2001年，他就职于中央电视台社教中心文化专题部，在《探索·发现》栏目中担任编导，并制作了纪录片《中国火车》。
2002年，他在中央电视台与美国国家地理联合播出的“古代文明与新发现-埃及金字塔考古行动”栏目中担任编导。2005年，为纪念中国人民抗日战争暨世界反法西斯战争胜利60周年，他作为中央电视台《走遍中国》栏目组记者，专程来到侵华日军南京大屠杀遇难同胞纪念馆，拍摄专题片《侵华日军南京大屠杀遇难同胞纪念馆》。
身为一名艺术家，其两幅油画《铁棒喇嘛》（1993年）和《臂弯》（2013年），于2017年5月被赠予教宗方济各并由教宗转赠梵蒂冈博物馆收藏。同时，其炭笔素描《雪圣》（2017年）由教宗方济各亲笔签名并私人收藏挂于其起居室。2017年10月，在现今世上手抄本收藏最丰富之一的梵蒂冈图书馆里，张焰再次捐赠《雪圣》（2017年）给梵蒂冈图书馆收藏，这是全世界仅有的第二幅《雪圣》作品。张焰开启了东西方文明之间的平等和深刻的文化对话。2018年中国当代艺术榜排名第18位。2019年其作品《祷》于美国新泽西州特朗普国家高尔夫俱乐部展出。